# Хиноки, Ёхэй
Ёхэй Хиноки (яп. 檜 與平 Хиноки Ёхэй, новыми иероглифами 桧 与平; 1919—1991) — майор ВВС Императорской армии Японии — японский лётчик-истребитель, ас (яп. 撃墜王 гэкицуй-о:), (в Японии не велись личные списки воздушных побед, поэтому принято использование американских подсчётов его побед — 12 сбитых).

## Биография
Родился в префектуре Токусима в 1919 г. В июне 1941 г. получил офицерское звание и был назначен в 64-й сентай, в рядах которого участвовал в Малайской кампании. Здесь молодого младшего лейтенанта учил искусству ведения воздушного боя ветеран боев на Халхин-Голе капитан Иори Сакаи.
В день начала войны Хиноки участвовал в перехвате «Бленхеймов» из 34 Sqn. RAF и стал одним из авторов коллективной победы над одним из английских бомбардировщиков. Хиноки летал в качестве ведомого майора Татэо Като и его задачей было прикрывать своего командира любой ценой. В воздухе было очень мало союзнических самолётов, тем не менее 31.01.42 г. над Сингапуром Хиноки сумел сбить два «Харрикейна» из 238 Sqn. RAF.
21.02.42 г. Татэо Като и его ведомый Хиноки заявили один сбитый P-43. Вероятно, это был голландский «Брюстер» из 3-VIG-V. Пилот «Брюстера» лейтенант Тайдеман (Tideman) сумел посадить поврежденный самолёт.
10.04.42 г. P-40C из AVG завязали воздушный бой с самолётами 64-го сентая в небе над Лойвинем (Китай). Бой шел на низкой высоте в условиях густой облачности. В противники японскому пилоту достался ас из 3 AVG Sqn. командир звена Роберт Т. Смит (Robert T. Smith) (8 побед). Американец в два счета разделался с молодым японцем. Хиноки получил ранение в левую руку и ягодицы. Одна 12.7-мм пуля засела в парашюте летчика, не дойдя до спины всего несколько сантиметров. «Хаябуса» получил столь значительные повреждения, что Смит заявил возможную победу. В тот же день американский пилот сбил ещё одного японца — в этот раз наверняка.
Выйдя из боя, Хиноки, в полубессознательном состоянии, потерял управление и зацепил за вершину горы. К счастью, японский пилот все же уцелел, самолёт также остался в воздухе, и придя в сознание Хиноки повел полуживой самолёт вдоль реки к своей базе в Таиланде. Два часа продолжался полет на агонизирующем истребителе, при заходе на посадку закончился бензин и самолёт рухнул на ВПП. Летчик был срочно госпитализирован и месяц пробыл на лечении.
25.11.43 г. Хиноки сбил P-51 (вероятно А-36А), став таким образом первым японским пилотом, одержавшим победу над самолётом этого типа в Индокитае. События разворачивались следующим образом. В воздухе над бирманской территорией были замечены семь самолётов неизвестного типа и Хиноки вылетел на перехват. Обнаружив загадочные самолёты, японец направился к ним, чтобы определить их принадлежность. Все стало ясно, когда пилот одного из самолётов — полковник Гарри Р. Мелтон-младший (Harry R. Melton Jr.), командир 311-й истребительно-бомбардировочной авиагруппы — открыл огонь. Хиноки все же уселся на хвост американцу и не отпускал его до тех пор, пока прошитый очередями «Мустанг» не начал падать. Полковник Мелтон выпрыгнул с парашютом и спустя несколько часов был взят в плен.
Спустя два дня 311-я авиагруппа снова приступила к боевым вылетам, на этот раз её задача заключалась в сопровождении бомбардировщиков B-24, шедших бомбить Инсэйн. Хиноки заявил победу над одним P-51, одним P-38 «Лайтнинг» и одним B-24 из 308-й бомбардировочной авиагруппы, ещё один бомбардировщик из той же части, что и первый, был засчитан как вероятная победа. Преследуя уходивших B-24, Хиноки был атакован P-51 А из 530-й истребительной эскадрильи, пилотом которого был второй лейтенант Роберт Ф. Малхоллем (Robert F. Mulhollem) (5 побед).
Во время завязавшегося боя 12.7-мм пуля, пущенная американским пилотом, буквально разворотила правую ногу японского пилота. Однако Хиноки сумел выйти из боя, добраться до базы и благополучно приземлиться. Малхоллем, засчитав «Оскар» Хиноки как вероятную победу, сбил ещё два японских истребителя, прежде чем вернулся на свой аэродром. В полевом госпитале у Хиноки ампутировали ногу и пилот долго лежал в лазарете, прежде чем посчитали, что он сможет перенести транспортировку и отправили в Японию.
Как опытного летчика, Хиноки назначили на должность инструктора в Истребительную авиашколу в Акено. Однако нехватка пилотов была столь остра, что Хиноки снова приступил к боевым вылетам, отражая налеты B-29 на Японские острова.

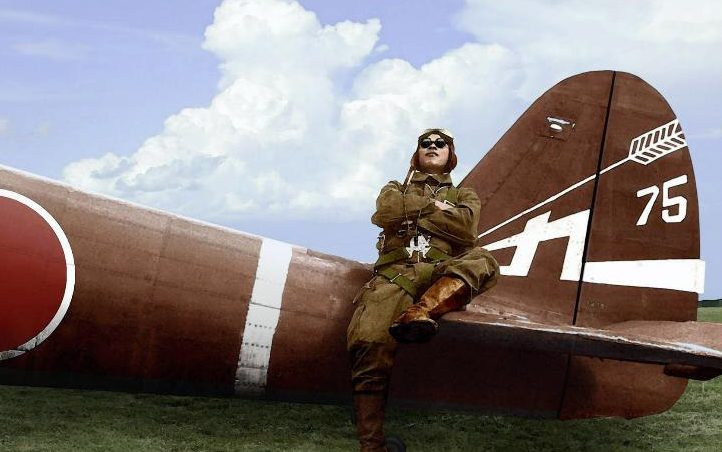
Ёхэй Хиноки возле своего Ки-43 «Хаябуса», 1945 год.

В последнем большом бою в своей карьере, Хиноки расквитался с «Мустангом». 16.07.45 г., пилотируя Ки-100 «Госикисен», он оказался вовлеченным в бой с P-51 из 506-й истребительной авиагруппы над акваторией бухты Исе (Нагоя). Сильная вибрация пропеллера мешала сделать точный выстрел, тогда Хиноки приблизился к самолёту противника на дистанцию всего 20 метров, чтобы стрелять наверняка. Капитан Джон У. Бенбоу (John W. Benbow) из 457-й истребительной эскадрильи почувствовал мощь одновременного залпа всего бортового вооружения японского самолёта и «Мустанг» пошел вниз, таща за собой шлейф чёрного дыма и унося с собой в море тело капитана.
После боя 16.07.45 г. был сформирован 111-й сентай, оснащенный Ки-84 и Ки-100. Хиноки назначили командиром 2-го дайтая. Однако конец войны прошел для летчика относительно спокойно.
По оценкам на счету майора Ёхэя Хиноки значатся 12 сбитых самолётов, большинство из которых пилот сбил, летая на легковооруженном Ки-43 «Хаябуса».
Ёхэй Хиноки умер в январе 1991 года.